# Fußgängerzone

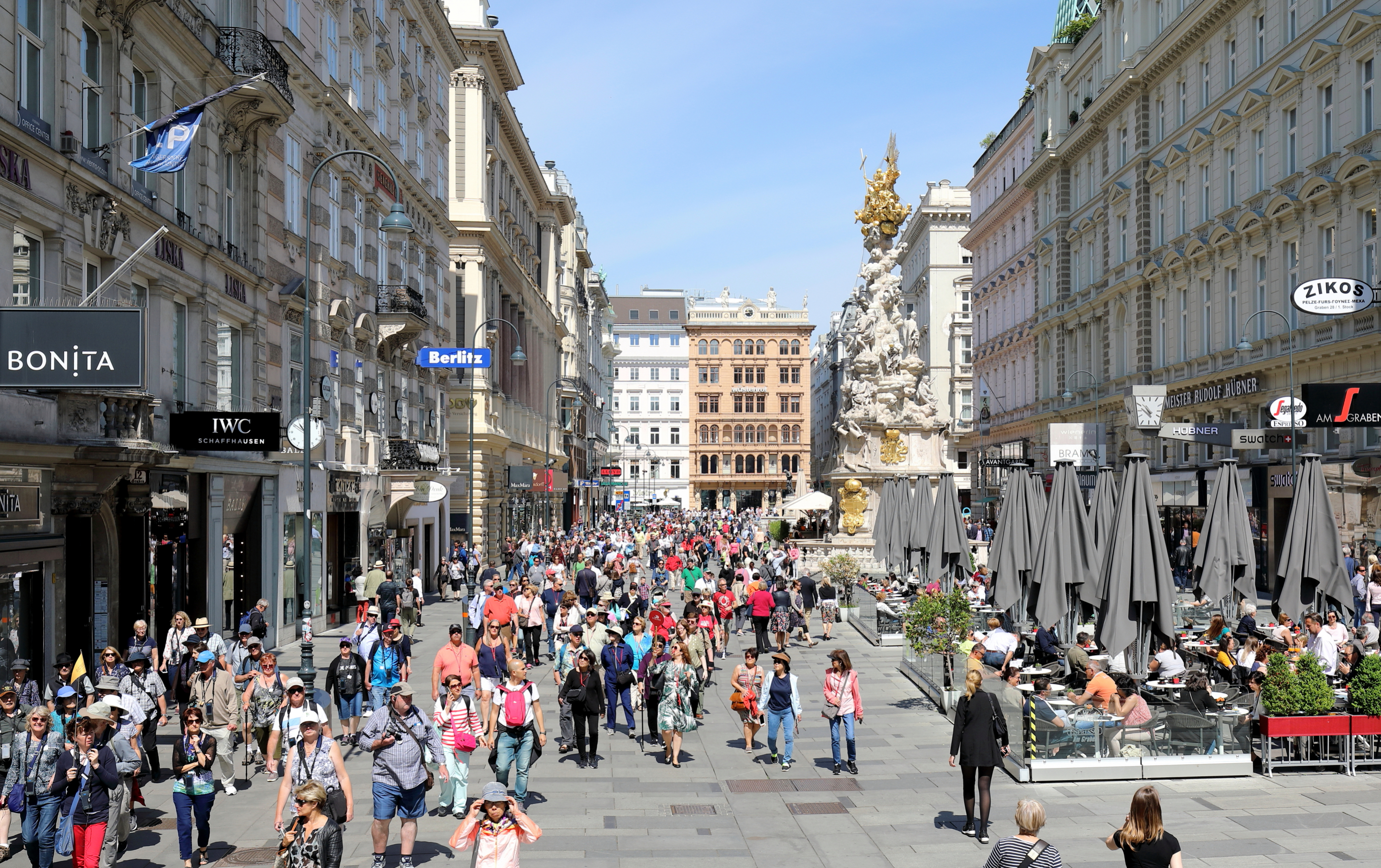
Die Fußgängerzone am Graben in Wien; probeweise 1971 eingeführt und damit erste Wiens

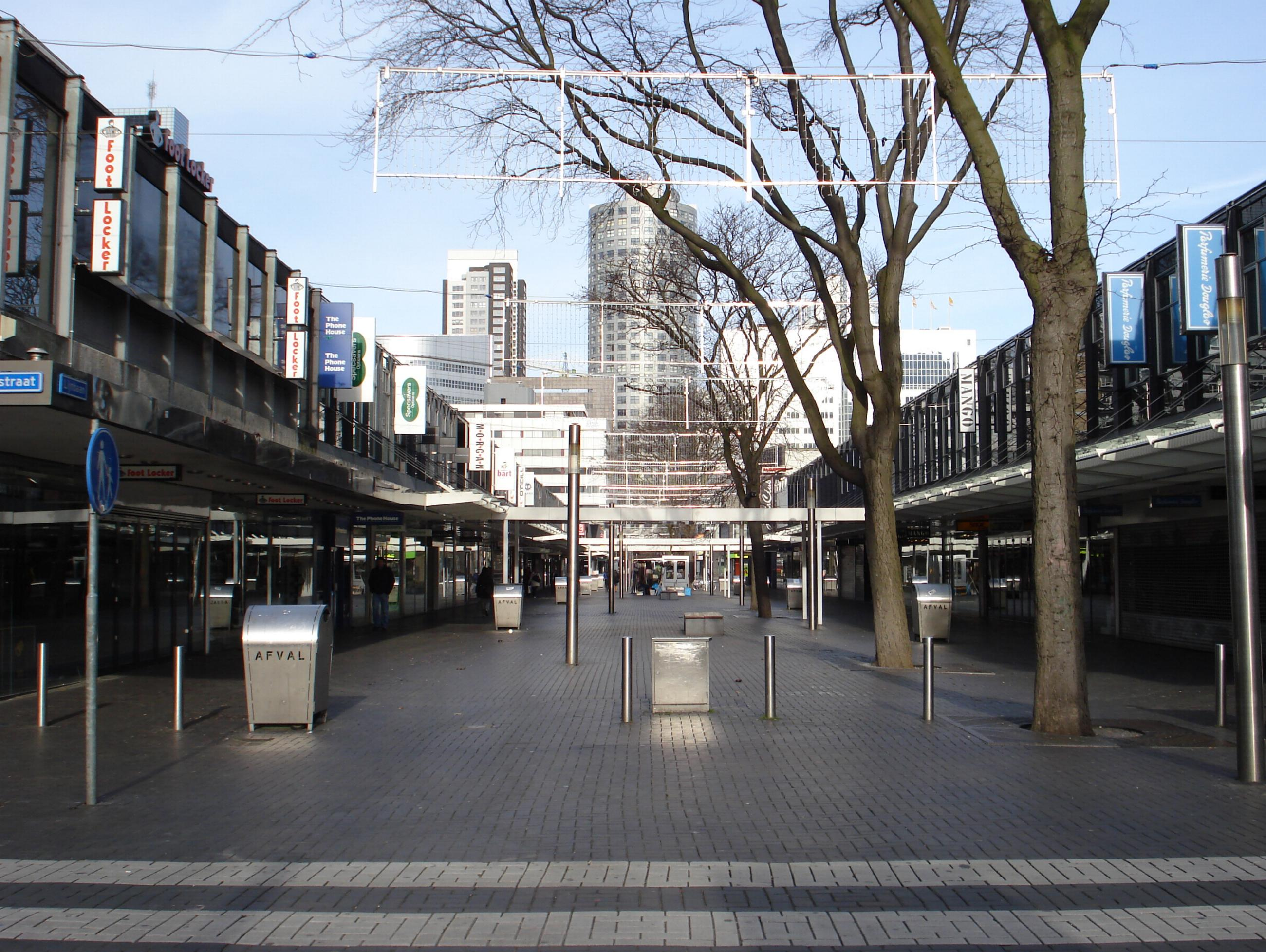
Fußgängerzone Lijnbaan in Rotterdam

Eine Fußgängerzone (in Österreich auch Fußgeherzone, bis 2013 in Deutschland offiziell Fußgängerbereich; norddeutsch auch Gehstraße, v. a. im Kreis Dithmarschen) ist eine Verkehrsfläche, auf der Fußgänger Vorrang oder ausschließliches Nutzungsrecht gegenüber anderen Verkehrsteilnehmern haben. Meist haben diese, vor allem der motorisierte Verkehr, nur zu bestimmten Zeiten (zum Beispiel zur Anlieferung von Waren oder als Anwohner) ein Zuwegerecht. Die Fußgängerzone kann aus mehreren Fußgängerstraßen bestehen und liegt meistens im Innenbereich einer Stadt, eines Stadtteils oder einer Siedlung.
Die Straßenraumgestaltung ist an die Bedürfnisse des Fußverkehrs angepasst, durch ansprechende Oberflächengestaltung des Belages und Ausstattung mit Möblierung (Bänke, Beleuchtung, Brunnen und Bäume) wird eine gestalterische Wirkung erzeugt, die die Aufenthaltsqualität erhöhen soll. Fußgängerzonen sind oft gesäumt von Geschäften, Restaurants, Cafés und touristischen Zielen.

## Geschichte

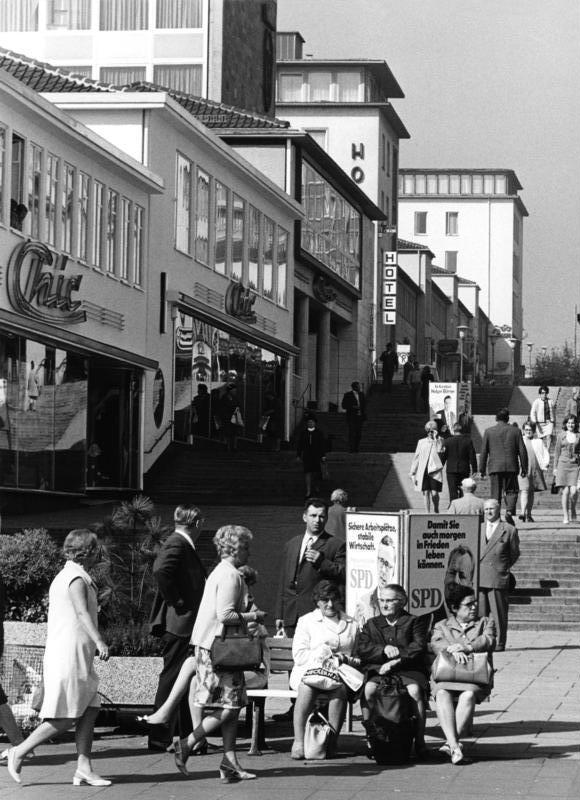
Treppenstraße in Kassel

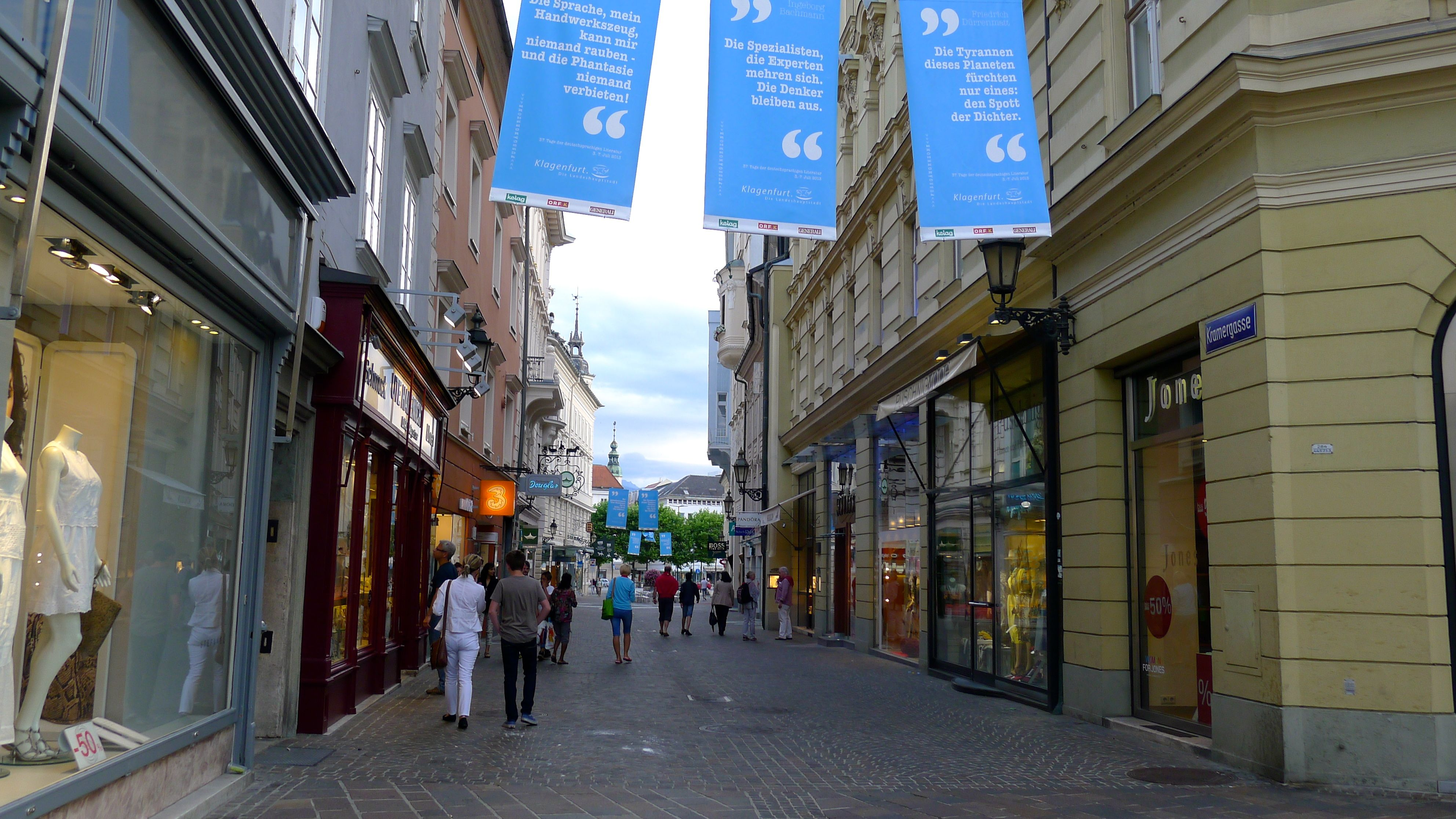
Die Kramergasse in Klagenfurt war 1961 die erste Fußgängerzone Österreichs

Die Planung und Einrichtung der ersten Fußgängerzonen begannen in den 1950er Jahren in Europa. Zuvor wurden an verschiedenen Orten autofreie Zonen bzw. autofreie Straßen eingerichtet, so etwa in den USA auf Mackinac Island oder in Argentiniens Hauptstadt Buenos Aires. Ein Vorläufer der Fußgängerzonen in Deutschland, genauer eine fahrverkehrsfreie Einkaufsstraße, wurde bereits vor dem Zweiten Weltkrieg im Jahr 1927 in der Limbecker Straße in Essen angelegt. Dabei wurde auch der Bodenbelag ausgetauscht und fußgängergerecht umgestaltet. Die Straße ist bis heute eine Fußgängerzone.
- Im Jahr 1953 wurde auch die Einkaufsstraße Lijnbaan[2] in Rotterdam für den Fahrzeugverkehr gesperrt und vollständig dem Fußverkehr gewidmet.
- In Deutschland wurde am 9. November 1953 die Treppenstraße in Kassel für den Fußgängerverkehr eröffnet.[3] Sie ging nach dem Zweiten Weltkrieg aus einem Wiederaufbauwettbewerb von 1947 hervor, da die Innenstadt von Kassel nach den Bombenabwürfen schwer beschädigt war.
- Kiel folgte mit der Holstenstraße am 12. Dezember 1953; entsprechende Planungen gab es hier zwar bereits seit 1950/51, doch die Freigabe erfolgte erst zwei Jahre später.
- Auch Stuttgart erklärte noch Ende 1953 die Schulstraße, eine Querachse zwischen der Königstraße und dem Marktplatz, zum Fußgängerbereich.[4]
- Die erste Fußgängerzone Österreichs entstand 1961 in der Klagenfurter Kramergasse.
- Mit der Bebauung des kriegszerstörten Nordabschnitts des Breiten Wegs (damals Karl-Marx-Straße) in der ersten Hälfte der 1960er Jahre entstand in Magdeburg die erste Fußgängerzone in der DDR.
- Am 23. Februar 1966 wurde die Schildergasse in Köln zum Fußgängerbereich erklärt.
- Ebenso 1966 wurde in Nürnberg mit der Pfannenschmiedsgasse und der Breiten Gasse eine erste Fußgängerzone errichtet, die sich mittlerweile vom Aufseßplatz in der Südstadt bis in weite Teile der Lorenzer und Sebalder Altstadt durchgehend erstreckt.[5]
- Die 1967 eingerichtete Fußgängerzone in Oldenburg gilt als die älteste flächendeckende, also nicht auf einzelne Straßen beschränkte, Fußgängerzone Deutschlands.[6][7]
- 1970 wurde die Fischerstraße in Kempten (Allgäu) als erste ausgebaute Fußgängerzone in Bayerisch-Schwaben eröffnet.
- Zu den Planungen für die Olympischen Sommerspiele in München gehörte auch der weitgehende Umbau der Altstadt und die Errichtung einer weit umfassenden Fußgängerzone rund um die Kaufingerstraße, die am 30. Juni 1972 eröffnet wurde.[8]

## Entstehung und Verbreitung
In einigen Fällen wurde in den 1950er Jahren die Gelegenheit des Wiederaufbaus von im Zweiten Weltkrieg zerstörten Stadtkernen genutzt, um Fußgängerzonen als Element eines modernen Städtebaus zu planen und einzurichten. Dieses Konzept wurde vermehrt ab den 1970er Jahren umgesetzt, um Verkehr, Einkaufen und Wohnen räumlich zu trennen, aber auch eine Bündelung der Hauptverkehrsströme erreichen zu können. Fußgängerzonen sind seitdem ein wesentlicher Bestandteil der Stadtplanung, indem sie Fußverkehr vom motorisierten Individual- bzw. öffentlichen Verkehr trennt und zusammen mit der Errichtung von Parkhäusern, Parkleitsystemen sowie auch im Tunnel geführten Bahnen (die Entwicklung der sogenannten Stadtbahn fällt ebenfalls in diese Zeitperiode) die einzelnen Verkehre ordnen und qualitativ optimieren. Einkaufen soll in Fußgängerzonen gefördert werden, sie wurden zu einem Symbol prosperierenden Wirtschaftslebens und vielerorts zum zentralen Ort des Massenkonsums. Insbesondere in mittleren und größeren Städten finden sich dort neben Fachgeschäften und anderen Betriebsformen des Einzelhandels auch große Kauf- und Warenhäuser.
1971 gab es in 134 Stadtzentren der BRD Fußgängerzonen, 1976 waren es schon 220. Am 15. Juli 1977 gab es in 270 bundesdeutschen Städten und Gemeinden nach Aussagen des DIHT 444 Fußgängerstraßen bzw. -zonen, 33 dieser Gemeinden wollten weitere einrichten oder bestehende erweitern. Weitere 142 Städte und Gemeinden planten die Einrichtung von Fußgängerstraßen. 2011 gab es in Deutschland 170 Fußgängerzonen.

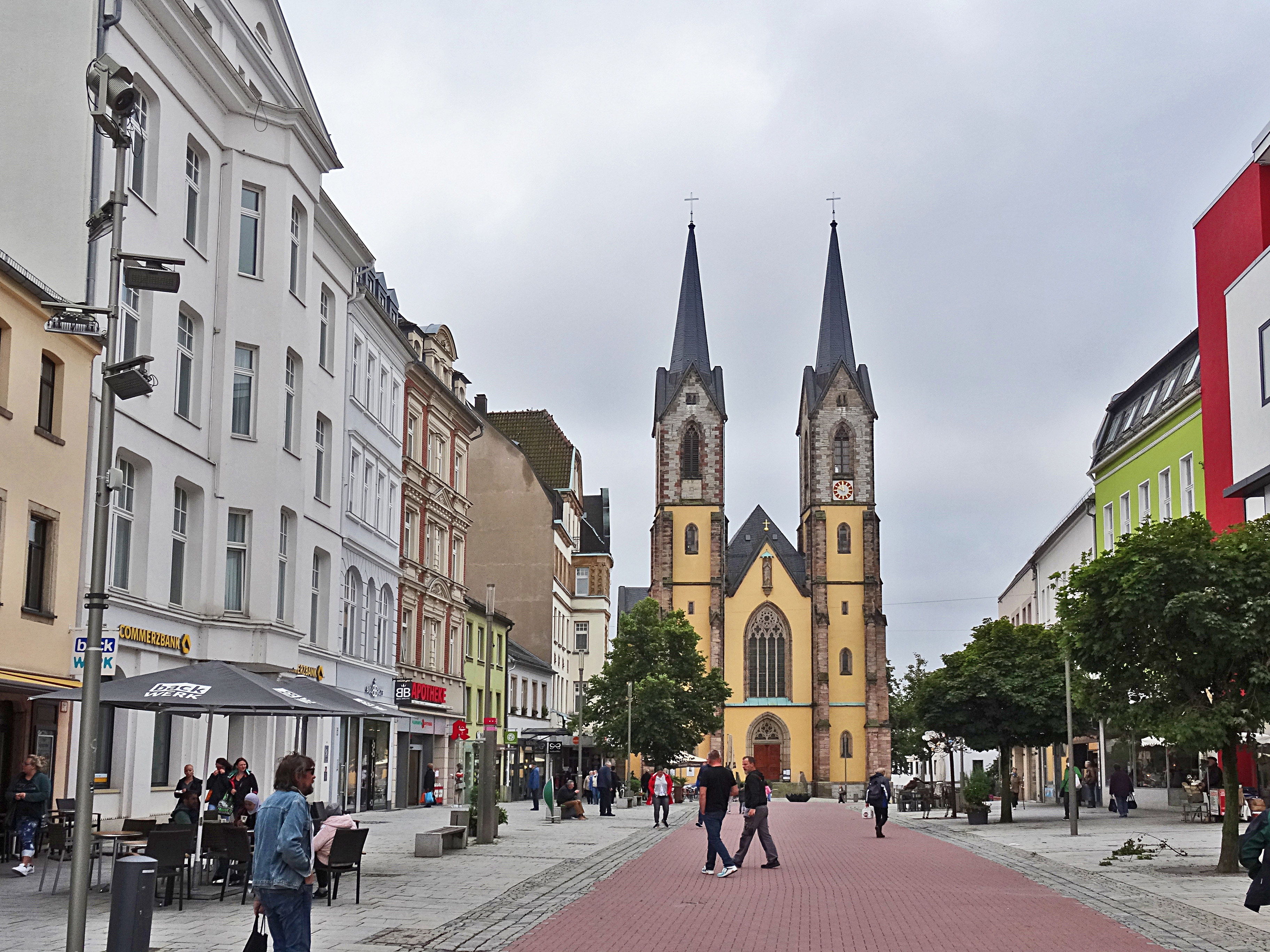
Fußgängerzone in einer Mittelstadt: Altstadt in Hof

Die Verbreitung von Fußgängerzonen ist weitgehend auf Europa beschränkt geblieben. So gibt es in Deutschland heute in vielen Groß-, Mittel-, und Kleinstädten Fußgängerzonen, während in den USA von den vor allem in den 1960er Jahren geschaffenen Fußgängerzonen nur wenige übrig geblieben sind. Für Aufsehen sorgte 2009 der Plan des New Yorker Bürgermeisters Michael Bloomberg, zeitweise Teile des berühmten Broadway zur Fußgängerzone zu erklären. So wurden sowohl auf dem etwa 500 Meter langen Abschnitt zwischen 42. und 47. Straße, der auch den Times Square umfasst, als auch zwischen 33. und 35. Straße die Durchfahrt für Fahrzeuge zeitweilig verboten. Bei Taxifahrern und Zulieferern stieß der Plan auf Widerstand. Aufgrund der positiven Erfahrungen wurde die Fußgängerzone jedoch beibehalten.

## Rechtsnormen
Sachlich zuständig für die straßenverkehrsrechtliche Einrichtung „aus Gründen der Sicherheit oder Ordnung des Verkehrs“ ist die jeweilige Straßenverkehrsbehörde (in Deutschland nach § 45 Abs. 1 Straßenverkehrsordnung). Jedenfalls in der Regel muss die Einrichtung nach verwaltungsrechtlicher Rechtsprechung in Deutschland allerdings auf einer Widmung bzw. Teileinziehung durch die Straßenbaubehörde beruhen.
Die Verkehrsregeln für Fußgängerzonen und deren Beschilderung sind weitgehend ähnlich (in Deutschland § 10 StVO mit Hinweis auf die Verkehrszeichen 242.1 und 242.2).
Fußgängerzonen sind für den Gebrauch durch Fußgänger bestimmt. Anderen Verkehrsteilnehmern ist die Nutzung im Allgemeinen untersagt. Durch entsprechende Beschilderung kann deren Zufahrt allerdings (zeitweilig) zugelassen werden, sie sind dann als untergeordnet zu betrachten und müssen ihre Geschwindigkeit und das Fahrverhalten an den Fußgängerverkehr anpassen. Ausnahmen gelten in den meisten Fällen für Einsatz-, Entsorgungs- und Straßenreinigungsfahrzeuge, teilweise auch für Fahrzeuge des öffentlichen Nahverkehrs (in Deutschland § 35 Abs. 7a StVO).
In Deutschland sind Fahrzeuge, die Fußgängerzonen befahren, nicht an das Rechtsfahrgebot gebunden, auch bestehen keine Vorfahrts- oder Parkregeln. Es gelten nur die allgemeinen Verhaltensvorschriften: § 1 StVO.
In Deutschland, Österreich und der Schweiz wird am Beginn und am Ende einer Fußgängerzone jeweils ein entsprechendes Schild aufgestellt. In der Schweiz wird dabei der Schriftzug „ZONE“ in der jeweiligen regionalen Amtssprache geschrieben.

## Verkehrszeichen/Vorschriftssignale
In Deutschland wurden die beiden ersten Verkehrszeichen für Fußgängerzonen mit der am 1. Oktober 1988 rechtsgültig gewordenen Neunten Verordnung zur Änderung der Straßenverkehrs-Ordnung vom 22. März 1988, die im Bundesgesetzblatt, Teil 1, Nr. 12, veröffentlicht. Mit den Zeichen 242 (Beginn eines Fußgängerbereichs) und dem Zeichen 243 (Ende eines Fußgängerbereichs) konnte nun auf diesen besonderen Verkehrsbereich hingewiesen werden. Mit der am 1. September 2009 in Kraft getretenen deutschen StVO-Novelle wurde das Wort „Fußgängerbereich“ in „Fußgängerzone“ umbenannt und kam so in die Neufassung der Straßenverkehrs-Ordnung, die am 1. April 2013 in Kraft trat.

Beschilderung in Deutschland
Deutschland – Zeichen 242.1: Beginn einer Fußgängerzone
Deutschland – Zeichen 242.2: Ende einer Fußgängerzone
Deutschland – Zusatzzeichen 1026-35: Lieferverkehr frei
Deutschland – Zusatzzeichen 1040-31: Zeitliche Beschränkung

Beschilderung in Österreich
Österreich – Hinweiszeichen 9a: Beginn einer Fußgängerzone
Österreich – Hinweiszeichen 9b: Ende einer Fußgängerzone

Beschilderung in der Schweiz
Schweiz – Vorschriftssignal 2.59.3a: Beginn einer Fussgängerzone
Schweiz – Vorschriftssignal 2.59.4a: Ende einer Fussgängerzone